# 몽정

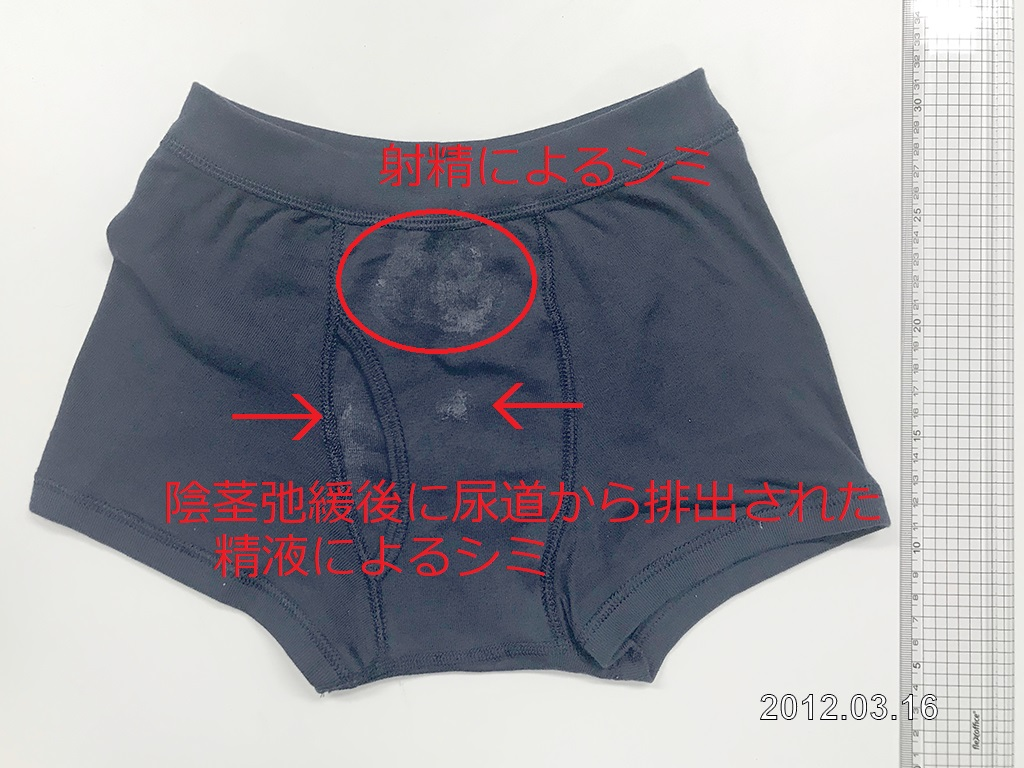

몽정(夢精, nocturnal emission, wet dream)은 남성이 잠을 잘 때와 같은 무의식 중에 음경에서 정액을  분출하는 현상을 말한다. 가끔식 고통이 느껴지기도 하며, 근육의 수축과 이완을 동반한다. 성적 능력이 떨어지는 남성의 경우 성행위나 자위행위 등의 정액 배출이 없을 경우 보통 30일 정도 주기로 몽정을 하게 된다. 몽정의 여부는 꿈과는 상관이 없다. 몽정과 자위행위를 하지 않고 정액이 밖으로 배출이 되지 않으면 고환 자체나 전립샘 등에서 정액이 체내로 흡수된다.       보통 만 14세부터 시작되어 80대까지도 한다.

## 같이 보기
- 정액
- 사정